# Achille I. de Harlay

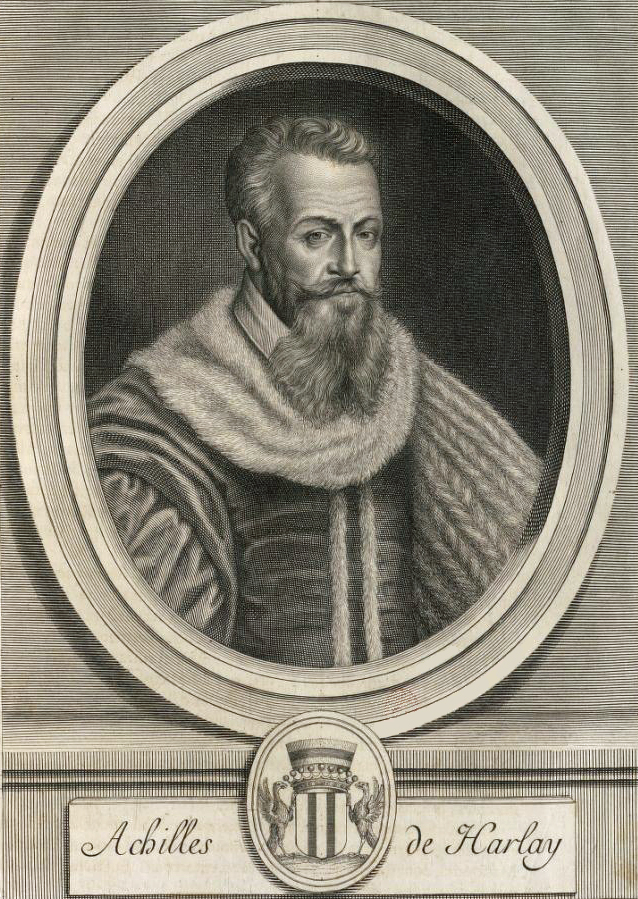
Achille de Harlay, in: Charles Perrault, Des hommes illustres qui ont paru en France pendant ce siècle, 1700

Achille (I.) de Harlay (* 7. März 1536 in Paris; † 23. Oktober 1616 ebenda) war ein französischer Magistrat; er war von 1582 bis 1611 Erster Präsident des Parlements von Paris.

## Leben
Achille de Harlay war der Sohn von Christophe de Harlay, Herr von Beaumont, Président à mortier des Parlement de Paris, und Catherine du Val.
1557 wurde er Conseiller im Parlement von Paris. Am 30. Mai 1568 heiratete er Catherine de Thou, Dame de Cély, einzige Tochter des Ersten Präsidenten Christophe de Thou, ihr einziges Kind war
- Christophe (II.) de Harlay (* um 1570; † 1615), 1612 Comte de Beaumont (registriert 1649 (Parlement) bzw. 1650 (Chambre des comptes)), Conseiller und 1582 Président du Parlement de Paris, Gesandter in England (1602–1607), 1613 Lieutenant-général au Gouvernement de Ville et Duché d’Orléans, d’Étampes, et des Bailliages de Gien et de Montargis (registriert 1614), Bailli du Palais, 1612 zum Ritter im Orden vom Heiligen Geist ernannt; ⚭ 3. Juni 1599 Anne Rabot, Dame d’Illins, Erbtochter von Ennemond Rabot, Seigneur d’Illins, d’Hautefort etc., Premier Président du Parlement de Grenoble, und Anne de Bellièvre

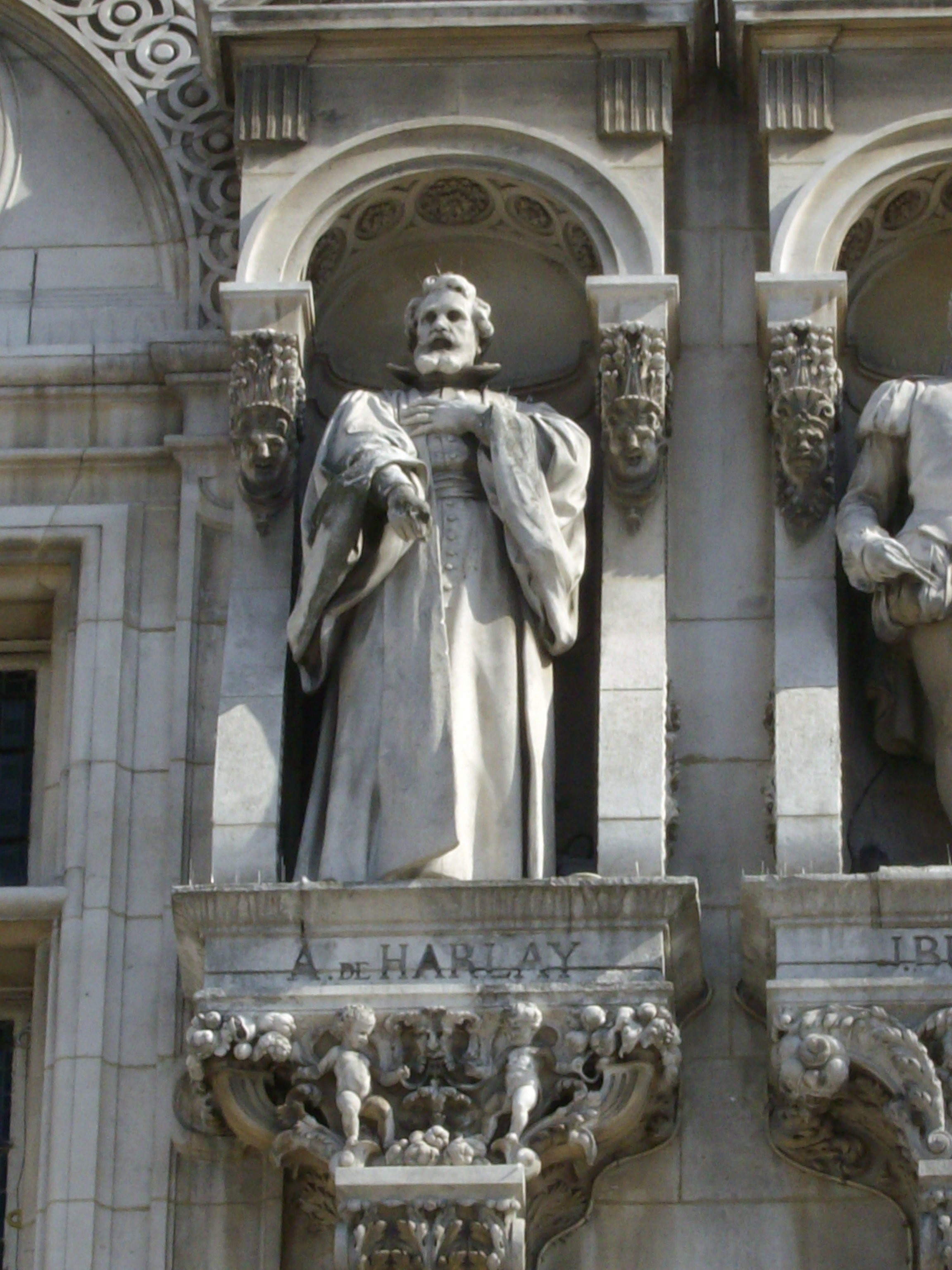
Statue Achille de Harlays an der Fassade der Hôtel de Ville von Paris

1572 übernahm Achille de Harlay das Amt seines Vaters als Président à mortier im Parlement, das dieser am 30. August 1572 niedergelegt hatte. Im gleichen Jahr wurde er Conseiller d’État. Nach dem Tod seines Schwiegervaters Christophe de Thou am 1. November 1582 ernannte ihn König Heinrich III. noch im gleichen Monat zu dessen Nachfolger als Erster Präsident des Parlements von Paris.
Berühmt wurde er durch seine Standhaftigkeit, die er während des Achten Religionskrieges am 12. Mai 1588 gegenüber Duc de Guise während der Journée des Barricades in Paris an den Tag legte, um vergeblich zu versuchen, die Ordnung zugunsten von König Heinrich III., der Paris seinen Gegnern überlassen hatte, wiederherzustellen. Er antwortete dem Duc de Guise: „Es ist sehr schade, wenn der Diener den Herrn vertreibt. Im Übrigen gehört meine Seele Gott, mein Herz meinem König und mein Körper ist in den Händen der Bösen, man möge mit ihm machen, was man will!“ Als man ihn zwingen wollte, das Parlement einzuberufen, antwortete er: „Wenn die Majestät des Fürsten verletzt wird, hat der Magistrat keine Autorität mehr.“
Sieben Monate später erschien Jean Bussy-Leclerc, ein entschlossene Ligeur, Procureur im Pariser Parlament und Gouverneur der Bastille, im Parlement und kündigte an, nachdem er sich für die ihm auferlegte schwierige Aufgabe entschuldigt hatte, dass er mehrere Magistraten verhaften würde. Er nannte den Namen Harlay, der ihm ohne zu zögern folgte, aber nicht ohne gegen die Gewalt zu protestieren, die ihm angetan wurde. Daraufhin riefen 50 Magistrate, dass sie sich als auf der Liste stehend betrachteten. Achille de Harlay wurde als Erster Präsident durch Barnabé Brisson (und später Jean Le Maistre) ersetzt, eingesperrt und schließlich gegen ein hohes Lösegeld freigelassen; er schloss sich Heinrich IV. an und kehrte mit ihm nach Paris zurück, nachdem dieser sich durchgesetzt hatte.
Doch selbst dem rechtmäßigen Herrscher gegenüber war seine Ergebenheit im Gegensatz zu der der damaligen Magistrate keineswegs unterwürfig. Die Sprache, die er in einem denkwürdigen Fall gegenüber dem Monarchen anschlug, ist ein Beweis dafür: „Wenn es Ungehorsam ist, gut zu dienen, macht das Parlament gewöhnlich diesen Fehler; und wenn es einen Konflikt zwischen der absoluten Macht des Königs und dem Wohl seines Dienstes findet, entscheidet es, dass das eine dem anderen vorzuziehen ist, nicht durch Ungehorsam, sondern durch seine Pflicht, zur Entlastung seines Gewissens.“
Nicolas Chamfort legt ihm aber auch eine ätzende Bemerkung gegenüber dem Parlement in den Mund: „Wenn die Herren, die sich unterhalten, nicht mehr Lärm machen würden als die Herren, die schlafen, würde das die Herren, die zuhören, sehr glücklich machen.“
1598 kaufte Achille de Harlay für 16.666 Écu den Zwei-Drittel-Anteil der Abtei Saint-Denis an Beaune-la-Rolande mit den dazugehörigen Gerichtsbarkeitsrechten. 1607 erhielt er durch eine Konzession des Königs das Privileg, die Place Dauphine in Paris zu gestalten, die zuvor die Gärten des Palais de la Cité gewesen waren.
1610 stellte er François Ravaillac, den Mörder Heinrichs IV., vor Gericht. Am 29. März 1611 trat er während der Untersuchung des Falls Escoman von seinem Amt zurück: 1611 wurde gegen den Herzog von Épernon, Jean Louis de Nogaret de La Valette, Anklage erhoben, weil er in die Ermordung von König Heinrich IV. verwickelt gewesen sein soll; Jacqueline d'Escoman, Gesellschaftsdame der Marquise de Verneuil, verwickelte diese in das Attentat, indem sie sie beschuldigte, den Mord mit Épernons Mithilfe organisiert zu haben. In einem Prozess, der von einem Gericht mit Achille de Harlay als Erstem Präsidenten geführt wurde, wurden Zeugen gehört, darunter auch Verneuil und Épernon. Der erste (und einzige) Beschluss des Gerichts lautete schließlich, dass Mademoiselle d'Escoman weiterhin in Haft bleibe. Vierzehn Tage später ging Harlay in den Ruhestand. Am 30. Juli verurteilte sein Nachfolger d‘Escoman wegen Verleumdung zu lebenslanger Haft.
Im September 1612 wurde zu seinen Gunsten die Herrschaft Beaumont zur Grafschaft erhoben. Achille de Harlay starb am 23. Oktober 1616 und wurde in der Kirche von Beaumont bestattet.
Die Rue de Harlay, die den Justizpalast von Paris im Westen begrenzt, wurde nach ihm benannt. Eine Statue von Achille de Harlay befindet sich an einer der Fassaden des Pariser Rathauses.